# اوشتشتاینبک
اوشتشتاینبک (به آلمانی: Oststeinbek) یک شهر در آلمان است که در Stormarn واقع شده‌است. اوشتشتاینبک ۷٬۸۷۸ نفر جمعیت دارد.

## خواهرخوانده
شهرهای Waldbrunn, Hesse، Caddington، نوی‌اشتات-گلوه و Ellar خواهرخوانده‌های اوشتشتاینبک هستند.